# ارنو کریسا
ارنو کریسا (به انگلیسی: Erno Crisa) (زاده ۱۰ مارس ۱۹۲۴-درگذشته ۵ آوریل ۱۹۶۸) بازیگر ایتالیایی بود.
از فیلم‌های معروف او می‌توان به بازی در کارتاژ در شعله‌های آتش، دختر ماتا هاری و مسالینا و ظهر بنفش به همراه آلن دلون (فیلم ۱۹۶۰) اشاره کرد.